# Форест, Ли де
Ли де Фо́рест (англ. Lee De Forest; 26 августа 1873, Каунсил-Блафс, штат Айова — 30 июня 1961, Голливуд, штат Калифорния, США) — американский изобретатель, имеющий на своём счету 300 патентов на изобретения. Де Форест изобрёл триод — электронную лампу, которая принимает на входе относительно слабый электрический сигнал и затем усиливает его. Де Форест является одним из отцов «века электроники», потому что триод помог открыть дорогу широкому использованию электроники.
Участвовал в нескольких судебных процессах по патентным делам, потратив целое состояние, полученное от своих изобретений, на оплату счетов адвокатов. Был женат четыре раза, прогорел на нескольких компаниях, обманывался партнёрами по бизнесу, однажды был обвинён в мошенничестве с использованием почты, но потом оправдан. Состоял почётным членом Института радиоинженеров — одного из двух предшественников IEEE (другой — американский Институт инженеров по электротехнике).
Награждён Медалью почёта IEEE (1922) и медалью Эдисона (1946).

## Рождение и образование
Ли де Форест родился в Каунсил-Блафс, штат Айова в семье Генри Свифта де Форест и Анны Роббинс.
Его отец был священником-конгрегационалистом, который надеялся, что его сын тоже станет священником. Отец согласился занять пост директора колледжа Талладега, традиционно афроамериканской школы в г. Талладега, штат Алабама, где Ли провёл большую часть своей молодости. Большинство жителей из белой общины возмущалось усилиями отца в деле просвещения чёрных студентов. Ли де Форест имел несколько друзей среди афроамериканских детей в городе.
Де Форест поступил в школу Маунт Хермон, затем в 1893 году записался в Научную школу Шеффилда при Йельском университете. Как любознательный изобретатель, он проник однажды вечером в систему электроснабжения и полностью обесточил весь университет, что привело к отстранению его от занятий. Тем не менее, в конечном итоге ему разрешили завершить обучение. Плату за своё обучение он частично покрывал доходами от изобретений в механике и играх. В 1896 году он, получив степень бакалавра, принимает решение остаться в Йеле в аспирантуре.
Важную роль в выборе учёного, в обретении им индивидуального направления изысканий и нахождении путей к их осуществлению, сыграли лекции, Дж. У. Гиббса, которые он посещал в течение трёх лет. Первый курс дался с трудом, содержание казалось Ли де Форесту совершенно абстрактным, а векторный анализ — неприменимым для решения физических задач. И всё-таки запись в его дневнике, приходящаяся на конец первого года обучения, гласит:
Вся моя душа горит желанием, пылает невыразимым стремлением учиться и пожираема огнём порыва к исследованию. Я должен узнать эти истины, овладеть средствами исследования, освоиться с методами нахождения доказательств, глубоко проникнуть в эти новые области, пленяющие своими таинственными истинами и прямо-таки нереальными результатами.
А немногим раньше: «…Математика у Кларка, Пирпонта и Гиббса. Последний — великий человек, с которым я хочу быть вместе столько же из-за его характера, сколько из-за лекций и мыслей. Написал Тесле, просил совета; он поздравляет меня с тем, что Гиббс уделяет мне внимание. Я сказал Гиббсу, что́ я и Тесла задумали».
Второй год занятий у Дж. У. Гиббса был посвящён теории электричества и магнетизма — в понимании своих интересов у аспиранта появляется конкретность, он находит в занятиях математикой «величайшую практическую ценность», дающую также и полноценное проникновение в развитие хода мыслей Дж. Максвелла, — он надеется благодаря этим лекциям приблизиться к возможности такого же глубокого понимания световых и волновых явлений — к «созданию более полной теории колебаний и волн, к передаче с их помощью знаний и энергии». Он принимает решение остаться ещё на один курс, что в дальнейшем сам будет расценивать как одно из важнейших в своей жизни. И хоть работа над диссертацией на соискание докторской степени, которую он получил в 1899 году, носила экспериментальный характер и, будучи посвящена распространению электромагнитных волн вдоль проводов, осуществлялась под руководством Райта, позднее де Форест напишет:
Я и сейчас помню мою бурную радость, когда великий учитель вошёл в мою подвальную лабораторию, где я в общих чертах изложил ему свою работу.

## Триод (аудион)

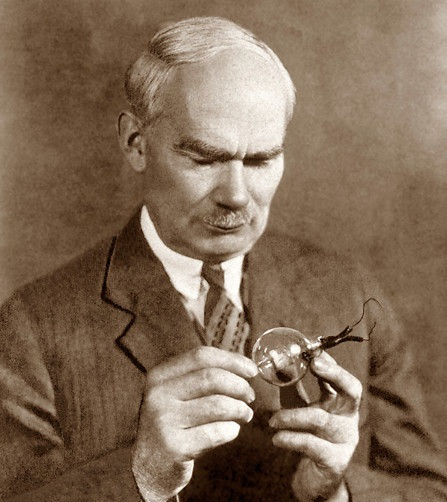
Ли де Форест со своим главным изобретением.

Интересы Фореста к беспроводной телеграфии привели его к изобретению триода (аудиона) в 1906 году, и на его основе он разработал более совершенный приёмник для беспроводного телеграфа. В это время он был членом профессорско-преподавательского состава Арморовского технологического института, в настоящее время это часть Иллинойсского технологического института. Сначала он подал патент на двухэлектродное устройство для обнаружения электромагнитных волн, вариант вентиля Флеминга, изобретённого двумя годами ранее. Новшество де Фореста состояло в том, что он применил диод для обработки сигнала, а вентиль Флеминга использовался в силовых цепях. Аудион имеет уже три электрода: анод, катод и управляющую сетку, что позволяет ему не только детектировать, но и усиливать принятый радиосигнал.
В 1904 году передатчик и приёмник Де Фореста, первые в своём роде, были установлены на борту парохода Хаймун, зафрахтованного газетой Таймс.
Де Форест, однако, неправильно понимал принципы работы своего изобретения, за него это сделали другие. Он утверждал, что работа устройства основана на потоке ионов, который создаётся в газе, и предупреждал, что нельзя откачивать газ, создавая в лампе вакуум. Поэтому его первые прототипы аудиона никогда не давали хорошего усиления. Другой американский изобретатель Эдвин Армстронг первым корректно объяснил работу аудиона, а также усовершенствовал его таким образом, что он реально стал давать усиление сигнала.
18 июля 1907 года де Форест сделал первое сообщение корабль-берег с паровой яхты Тельма. Сообщение обеспечило быструю передачу точных результатов ежегодной парусной регаты Межозёрной Ассоциации яхтсменов. Сообщение было принято его ассистентом Франком Бутлером в Монровилле, штат Огайо в павильоне Фокс Док, расположенном на острове Южный Басс на озере Эри.
Форесту не нравился термин «беспроводной», и он выбрал и ввёл новое название «радио».

## Зрелый возраст

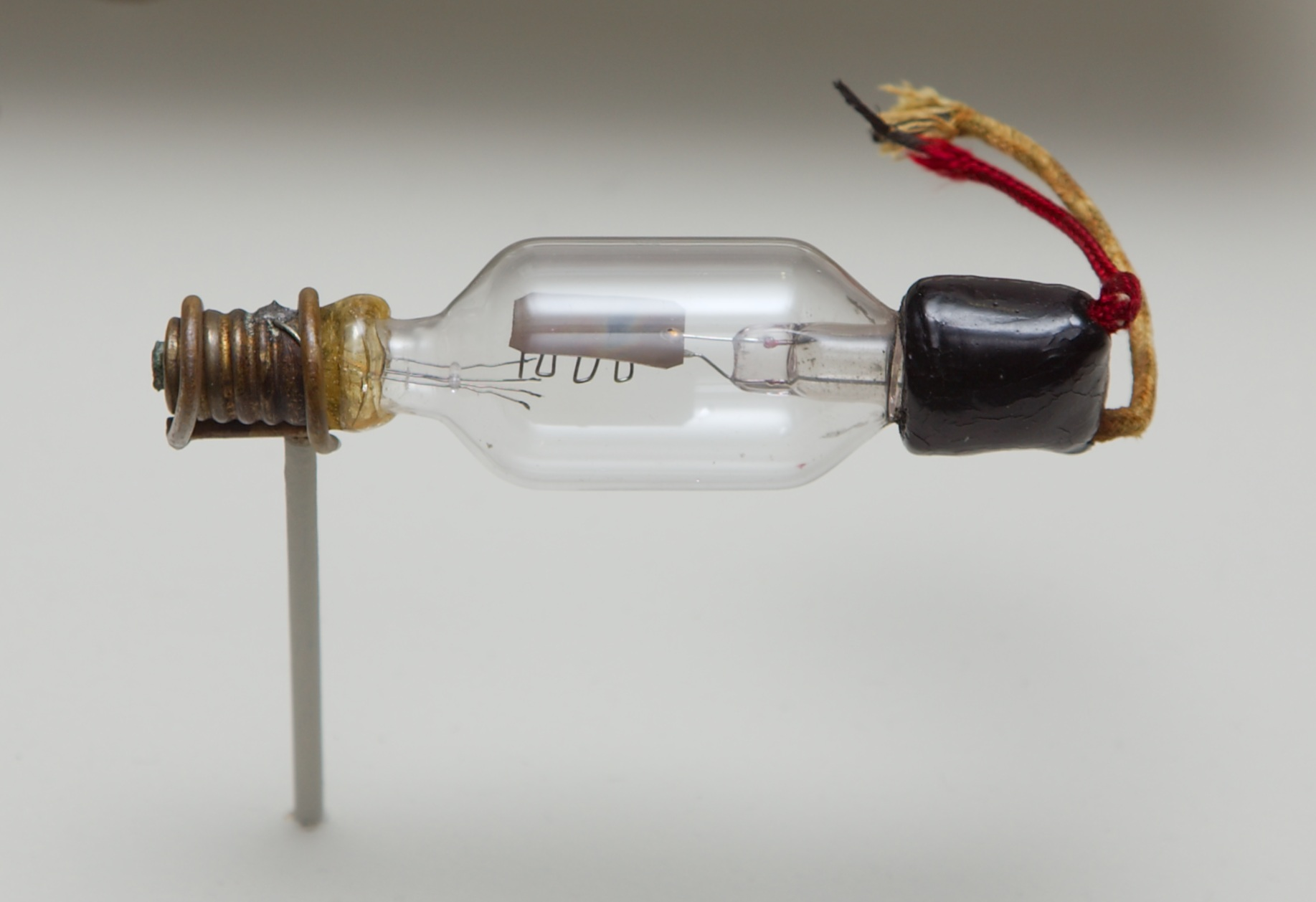
Аудион де Фореста 1906 года.

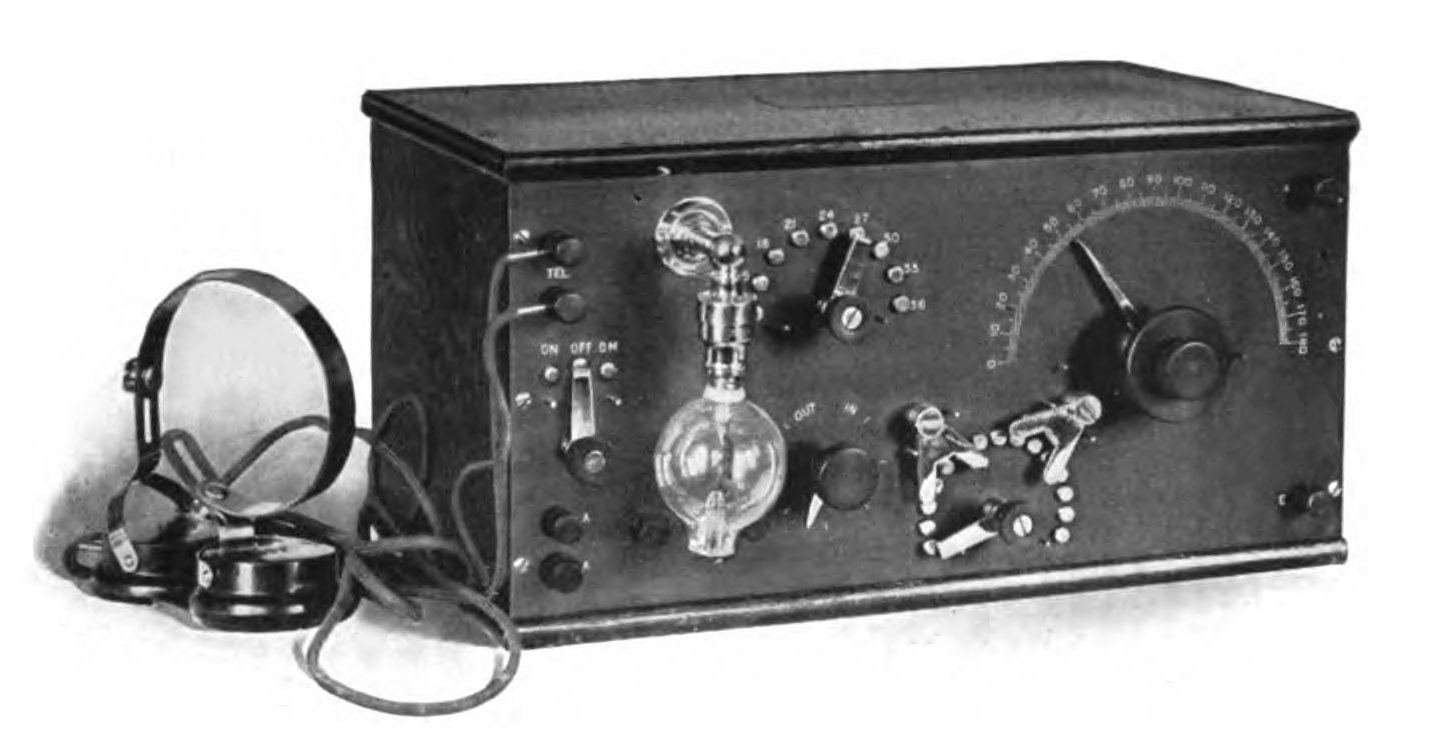
Один из первых коммерческих радиоприемников на аудионе де Фореста, 1915 год.

Де Форест изобрёл аудион в 1906 году, доработав диодный детектор на вакуумной лампе, незадолго до того изобретённый Джоном Флемингом.  25 октября 1906 года он подал патентную заявку на аудион, а 15 января 1907 года получил патент США номер 841387 Устройство назвали лампой де Фореста, а с 1919 года стали называть триодом.
Через две недели, 29 января 1907 года, де Форест подает заявку на следующее важное изобретение — аудионный радиоприемник и 18 февраля 1908 года получает патент № 879532.
Новизна Фореста по сравнению с ранее изобретённым диодом заключалась в том, что он ввёл третий электрод — сетку, между катодом (нитью накала) и анодом. В результате триод (или трёхэлектродная вакуумная лампа) мог служить усилителем электрических сигналов или, что не менее важно, в качестве быстрого (для своего времени) электронного переключательного элемента, то есть мог применяться в цифровой электронике (компьютерах). Триод имел жизненно важное значение в разработке протяжённых трансконтинентальных линий телефонной связи, в радарах и других радиоустройствах. Триод был важнейшим изобретением в электронике в первой половине XX века, начиная от появления радио в 1890-х годах трудами Николы Теслы, Александра Попова, Гульельмо Маркони и вплоть до изобретения транзистора в 1948 году.
Один из основателей квантовой механики Луи де Бройль скажет в 1956 году:
...Это великое открытие сослужило службу не только технике. И не только, подчеркнём это, анализу работы устройств такого рода, не только всё более глубокому изучению динамики электронов. Оно оказало неоценимую услугу электронике как науке и значительно способствовало её развитию; кроме того, оно предоставило всем работникам лабораторий во всех отраслях науки приборы, ставшие сегодня необходимыми вспомогательными средствами в их исследованиях. Таким образом, это великое изобретение, независимо от его бесчисленных технических применений, стало одним из крупнейших факторов прогресса чистой науки в течение последнего полувека. / Сказанного, на мой взгляд, достаточно, для того чтобы понять, почему не только инженеры и техники, но также физики и  специалисты всех отраслей науки должны сегодня все вместе выразить Ли де Форесту своё почтение, а также свою признательность и своё восхищение.
Форесту приписывают рождения общественного радиовещания, после того, как 12 января 1910 он провёл экспериментальное вещание части живого исполнения оперы «Тоска», а на следующий день — спектакля с участием итальянского тенора Энрико Карузо со сцены в театре Метрополитен-Опера в Нью-Йорке.
В 1910 году Форест переехал в Сан-Франциско на работу в Федеральной Телеграфной Компании, которая в 1912 году начала разработку первой глобальной системы радиосвязи.
В 1913 году Генеральный прокурор Соединённых Штатов предъявил иск де Форесту в мошенничестве, заявив от имени его акционеров, что его заявка на принцип регенерации является «абсурдным» обещанием (позднее он был оправдан). Не имея средств платить по счетам адвокатов, Форест продал свой патент на триод компаниям AT&T и Bell Systems в 1913 году за 50 тысяч долларов.
Форест подал ещё одну заявку на изобретение метода регенерации в 1916 году, что стало причиной продолжительной судебной тяжбы с плодовитым изобретателем Эдвином Армстронгом, чья заявка на этот же метод была подана на два года раньше. Тяжба длилась двенадцать лет, пройдя извилистыми путями через апелляционные процессы и дойдя в конечном итоге до Верховного Суда. Верховный Суд вынес решение в пользу Фореста, хотя многие историки считают это решение ошибочным.

### Первооткрыватель в области радио
В 1916 году на радиостанции 2XG в Нью-Йорке Форест сделал по радио первую рекламу (своей продукции), а также первый радиорепортаж с президентских выборов Вудро Вильсона. Спустя несколько месяцев Форест перенёс свой ламповый передатчик на мост High Bridge в Нью-Йорке. Подобно Чарльзу Герольду из Сан-Хосе, штат Калифорния, который вёл радиовещание с 1909 года, Форест получил лицензию на экспериментальное радиовещание от департамента торговли, но, как и Герольд, прекратил радиовещание в апреле 1917 года, когда США вступили в первую мировую войну.

### Звуковое кино
В 1919 году Форест подал свой первый патент на процесс озвучивания фильмов, в котором усовершенствовал разработку финского изобретателя Эрика Тигерштедта и немецкую систему «Триэргон», и назвал этот процесс «Фонофильм Фореста» (англ. DeForest Phonofilm). В «Фонофильме» звук записывается непосредственно на плёнку в виде дорожки с переменной оптической плотностью, в отличие от метода переменной ширины в системе «Фотофон», разработанной в RCA. Изменения прозрачности звуковой дорожки кодируют электрические сигналы от микрофона и наносятся фотографическим способом на плёнку, а во время демонстрации фильма переводятся обратно в звуковые волны.
В ноябре 1922 г. Форест организовал в Нью-Йорке свою компанию «Фонофильм», но ни одна из голливудских студий не выразила никакого интереса к его изобретению. Тогда Форест создал 18 коротких звуковых фильмов, и 15 апреля 1923 года организовал их показ в театре Риволи в Нью-Йорке. Он был вынужден показывать свои фильмы в независимом театре Риволи, так как Голливуд контролировал все крупные театральные сети. Форест выбрал для премьеры короткие водевили, чтобы Голливуд не успел его опередить. Макс и Дэйв Флейшеры использовали процесс «Фонофильм» в своём музыкальном трюковом мультсериале «Вслед за грохочущим шаром», начиная с мая 1924 года. Форест работал вместе с Фриманом Оуэнсом и Теодором Кейсом, совершенствуя систему «Фонофильм». Однако, они потерпели неудачу. Кейс передал их патенты владельцу студии Fox Film Corporation Вильяму Фоксу, который затем усовершенствовал собственный процесс озвучивания «Мувитон». В сентябре 1926 г. компания Фонофильм подала документы на банкротство. Голливуд к тому времени внедрил новый метод озвучивания «Вайтафон», разработанный компанией Warner Brothers, и выпустил 6 августа 1926 г. звуковой фильм «Дон-Жуан» с Джоном Бэрримором в главной роли.
В 1927—1928 годах Голливуд начал использовать для озвучивания фильмов системы «Мувитон» и «Фотофон» RCA. Между тем, владелец сети кинотеатров Великобритании Шлезингер приобрёл права на «Фонофильм», и с сентября 1926 г. по май 1929 г. выпускал короткометражные музыкальные фильмы британских исполнителей. Почти 200 фильмов было сделано с использованием метода «Фонофильм», многие из которых хранятся в коллекции Библиотеки Конгресса США и Британского института кинематографии.

## Последние годы и смерть
В 1931 г. Форест продал одну из своих производственных радиофирм фирме RCA. В 1934 г. суд поддержал Фореста в иске против Эдвина Армстронга (хотя техническое сообщество не согласно с судом). Форест выиграл битву в суде, но проиграл в лице общественного мнения. Его современники перестали принимать его всерьёз как изобретателя, доверять ему как коллеге.
В 1940 году он направил известное открытое письмо Национальной Ассоциации Телерадиовещателей, в котором он потребовал знать: «Что вы сделали с моим ребёнком, радиовещанием? Вы унизили этого ребёнка, одели его в нелепые лохмотья из регтайма, клочья из джаза и буги-вуги».
Первоначально отклонённый метод озвучивания фильмов Фореста, позднее был принят, и Форест получил премию Академии Киноискусства (Оскар) в 1960 г. за «свои новаторские изобретения, которые привнесли звук в движущиеся картинки», а также звезду на голливудской Аллее славы.
Форест был гостем среди знаменитостей в телевизионном шоу «Это твоя жизнь» 22 мая 1957 и представлен как «отец радио и дедушка телевидения».
Ли де Форест умер в Голливуде в 1961 году, и погребён на кладбище Миссии Сан-Фернандо в Лос-Анджелесе, штат Калифорния.

## Политика
Форест был консервативным республиканцем и искренним антикоммунистом и антифашистом. В 1932 г. в разгар Великой депрессии он проголосовал за Франклина Рузвельта, но потом перешёл к возмущению его политикой, назвав его «первым фашистским президентом» США. В 1949 году он «направил письма всем членам Конгресса с призывом голосовать против социальной медицины, федерально субсидируемого жилья, а также повышения налога на прибыль». В 1952 г. он написал письмо недавно избранному вице-президенту Ричарду Никсону, призвав его к «с удвоенной энергией завершить Вашу доблестную борьбу по искоренению коммунизма из каждого департамента нашего правительства». В декабре 1953 он отменил свою подпись под обращением к Нации, обвиняющей её в «мерзкой измене и сползании к коммунизму.»

## Наследие

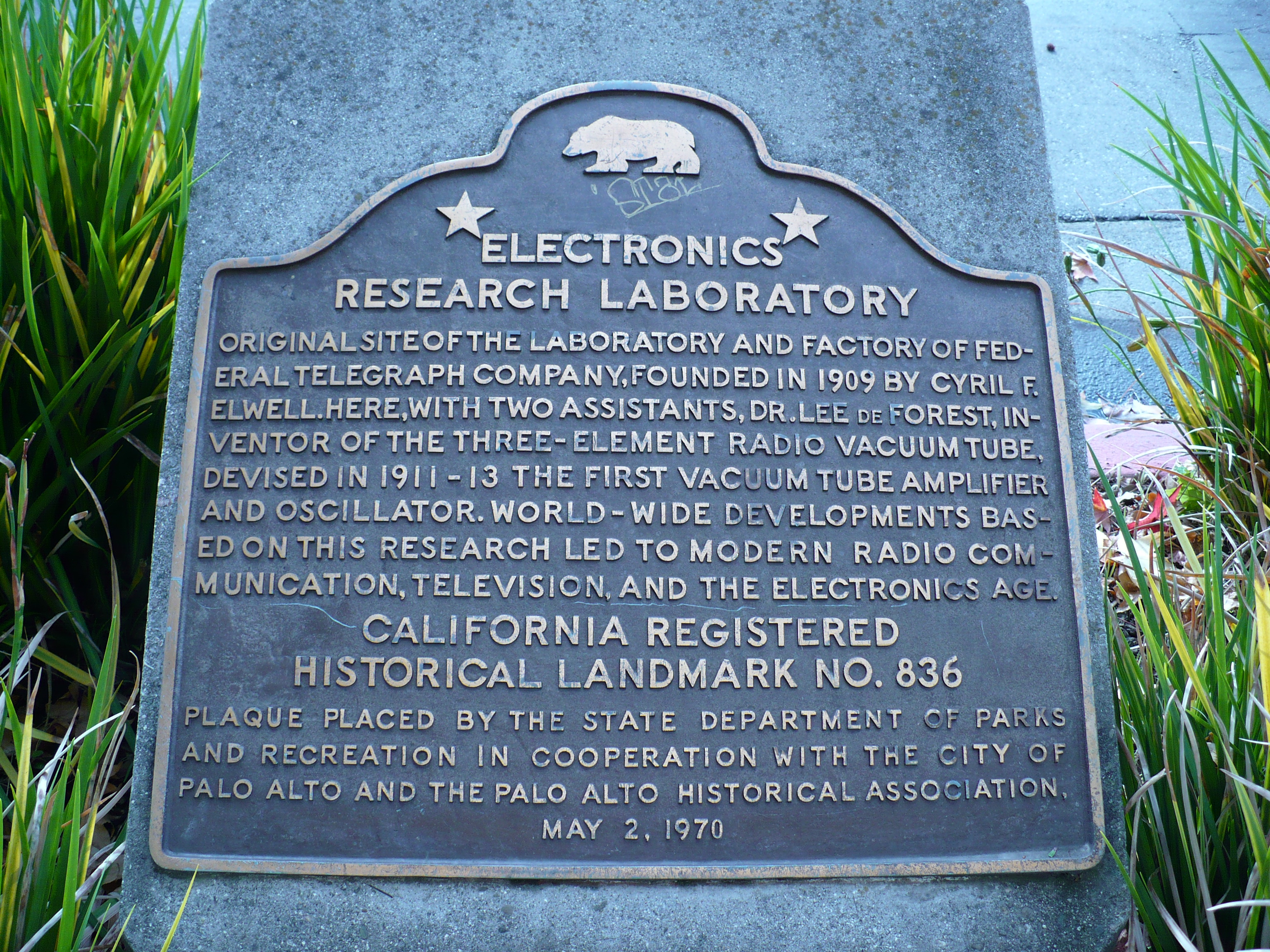
Памятный знак в Пало-Алто, штат Калифорния на том месте, где Ли де Форест разработал ламповый усилитель и генератор

В 1922 году Форест получил Медаль почёта IRE за «изобретение трёх-электродной лампы и признание его большого вклада в радио». В 1946 году он получил Медалью Эдисона Американского института инженеров по электротехнике «За глубокие технические и социальные последствия, связанные с появлением электронной лампы с управляющей сеткой, которую он изобрёл». Одной из важнейших ежегодных медалей, присуждаемых инженерам Институтом инженеров электротехники и электроники, является медаль Ли де Фореста.
В Пало-Алто, штат Калифорния установлен Калифорнийский Исторический памятный знак № 386 с бронзовой табличкой, на которой написано, что на этом самом месте находилась исследовательская лаборатория электроники, в которой работал изобретатель триода Ли де Форест.

## Семейная жизнь
У Ли де Фореста было четыре жены:
- Люсиль Шердаун с февраля 1906 года. Развелись в том же году.
- Нора Стэнтон Блатч Барни (1883—1911) с февраля 1907 года. Родила дочь, Харриет, но к 1911 они развелись.
- Мэри Майо (1892—1921) с декабря 1912 года. Родила дочь Дину (Элеонору) Де Форест (1919 -?).
- Мария Москвини (1899—1983), актриса немого кино, с октября 1930 года до смерти в 1961 году.

## Интересные факты
Форест давал всеохватывающие предсказания, многие из которых не подтвердились, но некоторые оказались корректными, в том числе прогноз использования ультракоротких волн для связи и приготовления пищи.
- 1926: «Хотя теоретически и технически телевидение может быть осуществимо, коммерчески и финансово это невозможно».
- 1926: «Поместить человека в многоступенчатую ракету, переместить в гравитационное поле Луны, где пассажиры смогут делать научные наблюдения, сесть на Луну, а затем вернуться на Землю — всё это представляет собой дикий сон достойный Жюля Верна. Я смело могу сказать, что такие антропогенные рейсы никогда не будут происходить, независимо ни от каких будущих достижений».
- 1952: «Я предвижу большие усовершенствования в области короткоимпульсных СВЧ-сигналов, благодаря чему несколько одновременных программ смогут последовательно друг за другом занимать один и тот же канал, с невероятно быстрой обеспечивая электронную связь. Короткие волны будут широко использоваться на кухне для быстрой жарки и выпечки».
- 1952: «Я не предвижу „космических кораблей“ на Луне или Марсе. Смертные должны жить и умирать на Земле или в её атмосфере!».
- 1952: «Транзистор будет всё больше и больше дополнять аудион, но не заменять. Его частота ограничена несколькими сотнями килогерц, а его жёсткие ограничения по мощности никогда не позволят ему заменить аудионы в усилителях».

«Я пришёл, я увидел, я изобрёл — это так просто, не надо сидеть и думать, всё это в вашем воображении».

## Известные родственники
Племянник Фореста, актёр Калверт де Форест, стал знаменит в мире радиовещания по другим причинам через 75 лет после изобретения аудиона своим дядей. Калверт де Форест на протяжении двух десятилетий играет комедийный образ «крошки Ларри Меллмана» в полуночных телевизионных программах Дэвида Леттермана.

## Память
В 1970 г. Международный астрономический союз присвоил имя Ли де Фореста кратеру на обратной стороне Луны.